# Pont de Sidi Rached
Le pont de Sidi Rached est un viaduc routier franchisant les gorges du Rhummel à Constantine en Algérie. Il relie le quartier du Coudiat (centre-ville) à la gare de Constantine. Il a été construit entre 1907 et 1912, par l'ingénieur en chef des Ponts et Chaussées Georges Boisnier (voir bibliographie). Il était le plus haut pont en maçonnerie du monde lors de sa construction.

## Histoire

### Contexte
Le projet du pont de Sidi Rached est initié par Émile Morinaud, maire de Constantine. Le projet s'inscrit dans un programme d'aménagement urbain conduit par l'édile, avec la réalisation du pont de Sidi M'Cid et de la passerelle Perrégaux ainsi que la réfection du pont d'El-Kantara.

### Construction
La construction du pont de Sidi Rached s'étale de 1907 à 1912, concomitamment à celle du pont de Sidi M'Cid à laquelle participa également l'ingénieur en chef des Ponts et Chaussées Georges Boisnier. L'inauguration de l'ouvrage a lieu le 19 avril 1912. Il constitue à l'époque le plus haut pont en maçonnerie de pierres au monde.

### Travaux de réhabilitation
En 1946, le pont fait l'objet d'une première opération de réfection. Par ailleurs, il a été fermé à la circulation le 21 août 2011 pendant soixante-dix jours, puis le 16 juin 2012 pour une durée de cinquante-cinq jours pour permettre l'exécution d'une réhabilitation du pont. Le programme de travaux a consisté en l'élimination des joints du tablier métallique, afin d'isoler la culée du reste de l'ouvrage pour drainer les eaux souterraines qui déversent depuis le plateau d'El Mansourah, déstabilisent les versants qui entraînent l'extrémité du pont. L'entreprise algérienne SEPTA et le bureau d'études et d'expertise italien Integra assurent les travaux.

## Caractéristiques

### Situation
Le pont de Sidi Rached est situé à l'extrémité méridionale de Constantine. Il enjambe les gorges de l'oued Rhummel, à proximité de la mosquée-mausolée de Sidi Rached. Il permet de relier le centre-ville et la médina au quartier de la gare, ainsi qu'à la route des Aurès. En 2010, le trafic routier a été estimé à 40 000 véhicules par jour.

### Dimensions
Le pont est composé de 27 arches : 13 d'une ouverture de 8,80 m, 8 de 9,80 m, 4 de 16 m, une de 30 m et, au-dessus des gorges du Rhummel, une de 70 m d'ouverture. L'ouvrage a une longueur totale de 447 m.

### Glissement de terrain
Le pont est chroniquement exposé à des glissements de terrain du côté du plateau d'El Mansourah. En effet, si l'assise du pont est majoritairement constituée de calcaires du Turonien stables, sa culée est ainsi que les trois premières arches sont fondées sur des marnes du Maastrichtien dont les propriétés géotechniques sont médiocres.